# Spansk mustang
Den spanska mustangen är en hästras som förekommer i vilt tillstånd i Nordamerika. Den spanska mustangen härstammar från de utdöda spanska hästarna men utvecklades i den karibiska övärlden och i Mexiko. Den spanska mustangen är utrotningshotad med väldigt få exemplar kvar i världen. Namnet colonial spanish horse visar på att rasen mer eller mindre haft kunglig betydelse i landet någon gång under århundradena. Ibland blir den spanska mustangen förväxlad med den amerikanska mustangen men skiljer sig i utseende och karaktär. 

## Historia
Den spanska mustangen utvecklades under conquistadorernas tid under 1500- och 1600-talen från de spanska hästar som tagits till Amerika. Avel av dessa hästar fanns i Karibien och Mexiko och målet var att få fram vältränade och väl uppfödda hästar. Många av dessa hästar rymde, släpptes lösa eller rövades bort av vandrande apacheindianer som sedan sålde hästarna till andra stammar norrut. Tusentals spanska mustanger spreds på så sätt över Amerika.
De spanska hästarna räknades som de finaste hästarna i världen vilket gjorde att de spanska mustangerna aldrig riktigt slog igenom. Under den tidigare delen av 1900-talet var hästarna nästan utdöda. Tack vare Robert E Brislawn från Wyoming kunde rasen överleva något. Han startade Spanish Mustang Registry år 1957. Då registrerades cirka tjugo hästar i föreningen. Idag finns cirka 3 100 registreringar. 
De spanska mustangerna användes mest som boskapshäst men även som remonter i USA:s allierade armé som stred mot indianerna, som även de red spanska mustanger. Man skulle använda ”eld mot eld” som man sa i armén. Idag är den spanska mustangen främst en förvildad häst som lever i ett halvvilt tillstånd i Nord- och Latinamerika. En del hästar tämjs även och blir utmärkta ridhästar och boskapshästar.

## Egenskaper
Den spanska mustangen är älskad för sitt ädla spanska utseende medan den har många av de kvalitéer den ärvde efter tiden som vildhäst, bland annat uthållighet och förmågan att klara sig på lite bete och vatten. De har proportionerliga muskler med korta ryggar och raka nosryggar. De spanska mustangerna kan dock vara något envisa men är vänliga och lättlärda hästar. 
I dag är det förbjudet enligt Spanish Mustang Registry att registrera en spansk mustang om den har inblandning av annat blod, vilket även det har gjort att rasen har blivit utrotningshotad. 